# Kepler-15
Kepler-15 — звезда, которая находится в созвездии Лебедя на расстоянии около 1826 световых лет от нас. Вокруг звезды обращается, как минимум, одна планета.

## Характеристики
Kepler-15 представляет собой звезду главной последовательности, имеющую массу и радиус, практически идентичные солнечным. Температура поверхности составляет около 5515 кельвинов. Возраст звезды оценивается приблизительно в 3,7 миллиарда лет. Звезда получила своё наименование в честь космического телескопа «Кеплер», открывшего у неё планетарный компаньон.

## Планетная система

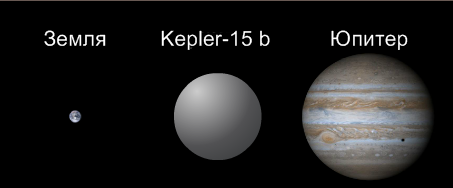
Сравнительные размеры Земли, Kepler-15 b и Юпитера.

В феврале 2011 года среди прочих кандидатов в экзопланеты, обнаруженных телескопом «Кеплер», было объявлено о возможном существовании планетарного объекта в системе KOI-128, переименованной впоследствии в Kepler-15. Позже, в июле того же года, группой астрономов, работающих с телескопом имени Хобби-Эберли, было объявлено об открытии планеты Kepler-15 b в данной системе. Это горячий газовый гигант с очень тяжёлым ядром, имеющем массу 30-40 масс Земли, или же около 20 % его собственной массы. Радиус планеты практически равен юпитерианскому, полный оборот вокруг родительской звезды Kepler-15 b совершает за 4,9 суток.